# الوود موریس وری
کشیش الوود موریس وری (۱۸۴۳–۱۹۲۷) یک مبلغ پرسبیتریان آمریکایی به هند بود که چهل سال از عمر خود را در آنجا گذراند (بین ۱۸۶۸ و ۱۹۲۳). او به شدت به «جنجال مسلمانان» یا عذرخواهی علاقه‌مند بود و به عنوان یک محقق اسلامی و جهان دان مسیحی در روابط مسیحی و مسلمانان مشارکت داشت.

## زندگی‌نامه
وری در ۲۶ مارس ۱۸۴۳ در ساوت بند، شهرستان آرمسترانگ، پنسیلوانیا به دنیا آمد. او در سال ۱۸۶۲ از کالج جفرسون فارغ‌التحصیل شد و پس از آن دو سال به عنوان مدیر آکادمی وینزبورگ در شهرستان چستر، پنسیلوانیا خدمت کرد. دو سال بعد او به عضویت کلیسای پروتستان وینزبورگ درآمد، در همان سالی که وارد مدرسه علمیه الهیات پرینستون شد. هنگامی که او در آوریل ۱۸۶۷ فارغ‌التحصیل شد، به سمت رئیس مذهبی مدرسه قدیمی دونگال منصوب شد. در ۸ آوریل ۱۸۶۷، وری از طرف هیئت مأموریت‌های خارجی کلیسای پروتستان در ایالات متحده آمریکا به عنوان مبلغ منصوب شد و به هند فرستاده شد. قبل از شروع سفر، وری در ۱۷ ژوئیه ۱۸۶۷ با کلارا ماریا بوکانان ازدواج کرد که در مجموع دارای هشت فرزند شد. دو فرزند اول او در زمان اقامت او در هند از دنیا رفتند، زیرا در طول اقامت وی همه گیرهای وبا و اسهال خونی وجود داشت. او و همسرش در ۱۸ اکتبر ۱۸۶۷ از بوستون حرکت کردند و در ۱۰ مارس ۱۸۶۸ به کلکته رسیدند. او تا پایان آن سال در راولپندی در پنجاب مستقر بود. سال بعد او به لودیانا انتقال یافت.
وری به مدت ۵ سال (۱۸۸۳–۱۸۸۸) ادبیات عهد عتیق و تاریخ کلیسا را به عنوان استاد در حوزه علمیه در ساهارانپور تدریس کرد. کمک‌های او در آنجا شامل ترجمه کتاب‌های درسی به زبان عامیانه، شرکت در بحث و گفتگو و ایراد سخنرانی بود. در سال ۱۸۸۸ وری از مؤسسه میژن پرس که مسئولیت آن را بر عهده داشت استعفا داد و خانواده او برای آموزش خانواده‌اش به ایالات متحده بازگشتند، زیرا شش فرزند او در این زمان بین ۵ تا ۱۶ سال سن داشتند. او از ۱۸۸۹ تا ۱۸۹۶ به عنوان منشی ناحیه انجمن تراکت آمریکا در شیکاگو خدمت کرد. در سال ۱۸۹۸ به هند بازگشت و تا سال ۱۹۲۳ در آنجا ماند و در طول تورهای روستایی خود به تدریس و بحث پرداخت. وری از دیابت و نقرس روماتیسمی رنج می‌برد و به همین دلیل بازنشسته شد و از خدمت تبلیغی فعال خود بازگشت تا ۴ سال آخر زندگی خود را در سینسیناتی، اوهایو سپری کند. او در ۵ اکتبر ۱۹۲۷ بر اثر نارسایی قلبی درگذشت.

## کمک به روابط مسیحیان و مسلمانان
الهیاتی که وری در مدرسه علمیه پرینستون توسعه داد، الهیاتی بود که بر اعتبار کتاب مقدس تأکید داشت.
تمرکز متنی وری او را بر آن داشت تا یک نسخه رومی اردو قرآن را تولید کند که برای استفاده مبلغان در نظر گرفته شده بود. در مقاله ای که در جشن نیمه صدمین سالگرد مأموریت پروتستان آمریکایی لودیانا در هند در لودیانا از ۳ تا ۷ دسامبر ۱۸۸۴ برگزار شد، جی جی لوکاس مشاهده کرد که "در سال ۱۸۷۶ آقای وری نسخه ای از قرآن را به زبان اردو رومی منتشر کرد که حاوی . .. نمایه بسیار کامل و کامل به زبان اردو توسط آقای وری. . . . برای واعظ در میان محمدیان، این فهرست دقیق بسیار ارزشمند است.»
یکی دیگر از کمک‌های عمده ای که وری ارائه کرد، تولید تفسیری از قرآن توسط او بود، مجموعه ای چهار جلدی که در سال ۱۸۸۶ تکمیل شد. رهبری وری در حوزه علمیه در ساهارانپور رهبری شبانی را برای کلیساهای شمال هند ایجاد کرد، و او آنها را تشویق کرد که در فعالیت‌های بشارتی شرکت کنند. تمایل او به «جدل» با مسلمانان در قیمومیت او مشهود بود، زیرا شاگردانش اغلب در بازارها و سفرهای روستایی به گفتگوی بین مذهبی می‌پرداختند.

## آثار
- زینب، داستانی پنجابی: مبتنی بر حقایق، ۱۸۹۵
- تفسیری جامع بر قرآن، ۱۸۹۶م
- روشهای انجام مأموریت در میان مسلمانان، ۱۹۰۶
- دنیای مسلمانان: جهان امروزی محمدی، ۱۹۰۷
- جهان مسلمانان: اسلام و مسیحیت در هند و خاور دور، ۱۹۰۷
- «اسلام و رسالتش»، ۱۹۱۱
- اولین مأموریت آمریکا در افغانستان، ۱۹۱۸
- ماموریت‌های ما در هند، ۱۸۳۴–۱۹۲۴